# Волковский сельский округ (Одинцовский район)
Волковский сельский округ — упразднённая административно-территориальная единица, существовавшая на территории Одинцовского района Московской области в 1994—2006 годах.
Волковский сельсовет был образован в первые годы советской власти. По данным 1922 года он входил в состав Кубинской волости Звенигородского уезда Московской губернии.
В 1926 году Волковский сельский совет включал деревни Бушарино, Волково и Рязань.
В 1929 году Волковский сельский совет вошёл в состав Звенигородского района Московского округа Московской области.
17 июля 1939 года к Волковскому сельскому совету был присоединён Троицкий сельский совет (селения Власово, Никифоровское и Троицкое).
14 июня 1954 года Волковский сельский совет был упразднён, а его территория (селения Бушарино, Власово, Волково, Никифоровское, Рязань и Троицкое) передана в Улитинский сельский совет.
29 марта 1977 года Волковский сельский совет был восстановлен в составе Одинцовского района. Центром сельсовета стало селение Гигирево. В состав сельсовета вошли:
- из Каринского сельского совета — селения Аниково и Гигирево, посёлок санатория им. В. П. Чкалова и территории домов отдыха «Ёлочка» и «Жемчужина».
- из Никольского сельского совета — селения Агафоново, Власово, Никифоровское и Троицкое
- из Шараповского сельского совета — селения Бушарино, Волково, Луцино, Рязань, Солнечная Поляна, Шихово и посёлок Биостанции.

27 ноября 1986 года из Волковского сельского совета в административное подчинение городу Звенигороду было передано селение Шихово.
3 февраля 1994 года Волковский сельский совет был преобразован в Волковский сельский округ.
В ходе муниципальной реформы 2004—2005 годов Волковский сельский округ прекратил своё существование как муниципальная единица. При этом все его населённые пункты были переданы в сельское поселение Никольское.
29 ноября 2006 года Волковский сельский округ исключён из учётных данных административно-территориальных и территориальных единиц Московской области.